# Specjalizacja pokarmowa u pszczół
Specjalizacja pokarmowa u pszczół – ograniczenie niektórych gatunków pszczół do pozyskiwania pokarmu z pewnej grupy gatunków roślin.
Poszczególne gatunki pszczół różnią się przywiązaniem do gatunków roślin, z których pobierają pokarm. Część gatunków korzysta z szerokiego spektrum roślin należących do różnych rodzin, natomiast inne ograniczają się do szerszej lub węższej grupy spokrewnionych gatunków. Zazwyczaj specjalizacja dotyczy wyłącznie lub przede wszystkim samic zbierających pyłek dla potomstwa - nektar może, a czasem musi być (jak u skrócinek (Macropis) wyspecjalizowanych na tojeści, która nie produkuje nektaru) być zbierany z kwiatów innych roślin. Najczęściej stosowanym podziałem gatunków pszczół względem specjalizacji pokarmowej to ten na gatunki polilektyczne, oligolektyczne i monolektyczne. Ponieważ kategoria pszczół monolektycznych obejmuje gatunki o bardzo różnym stopniu specjalizacji, niektórzy autorzy wyróżniają dodatkowe kategorie, takie jak gatunki wąsko i szeroko oligolektyczne (ang. narrow oligolecty, broad oligolecty) albo mezolektyczne (ang. mesolecty).

## Gatunki polilektyczne
Są to gatunki niewyspecjalizowane pokarmowo, których samice zbierają pyłek z wielu różnych gatunków roślin. Mogą przy tym wykazywać preferencje wobec określonych gatunków, jednak korzystają również z innych. Do gatunków polilektycznych należą np. pszczoła miodna, większość gatunków trzmieli, murarka ogrodowa.

## Gatunki oligolektyczne
Do tej grupy należą gatunki, których samice korzystają z niektórych, ale nie wszystkich gatunków roślin jako źródła pyłku zbieranego dla larw. Niektóre gatunki ograniczają się do wielu przedstawicieli jednej rodziny roślin, ignorując dostępne kwiaty z innych rodzin, np. wałczatka dwuguzka (Heriades truncorum) korzysta z rodziny astrowatych, a spójnica lucernowa - z bobowatych, inne do przedstawicieli kilku lub tylko jednego rodzaju w obrębie jednej rodziny, np. nożycówka dzwonkówka (Chelostoma rapunculi) korzysta z dzwonków.

## Gatunki monolektyczne
Należą tutaj gatunki pszczół zbierające pokarm z wyłącznie jednego gatunku rośliny. Ten stopień specjalizacji pokarmowej jest rzadko spotykany i prawdopodobnie przynajmniej w części przypadków monolektyczność może wynikać z ograniczeń geograficznych, gdzie na obszarze występowania pszczoły występuje tylko jedna z jej (nielicznych) potencjalnych roślin pokarmowych. Dodatkowym utrudnieniem w rozróżnieniu między gatunkami (wąsko) oligolektycznymi a monolektycznymi może być niepewny status systematyczny ich roślin pokarmowych (mogących być uznawanymi za jeden lub kilka blisko spokrewnionych gatunków, według różnych autorów). Z tego powodu można spotkać alternatywne podejście do tego terminu, gdzie monolektycznym określany jest gatunek pszczoły korzystający nie z jednego gatunku, ale rodzaju roślin. Przykładem pszczoły monolektycznej w polskiej faunie może być obrostka ciemnonoga (Dasypoda argentata), zbierająca pokarm głównie z driakwi żółtej.

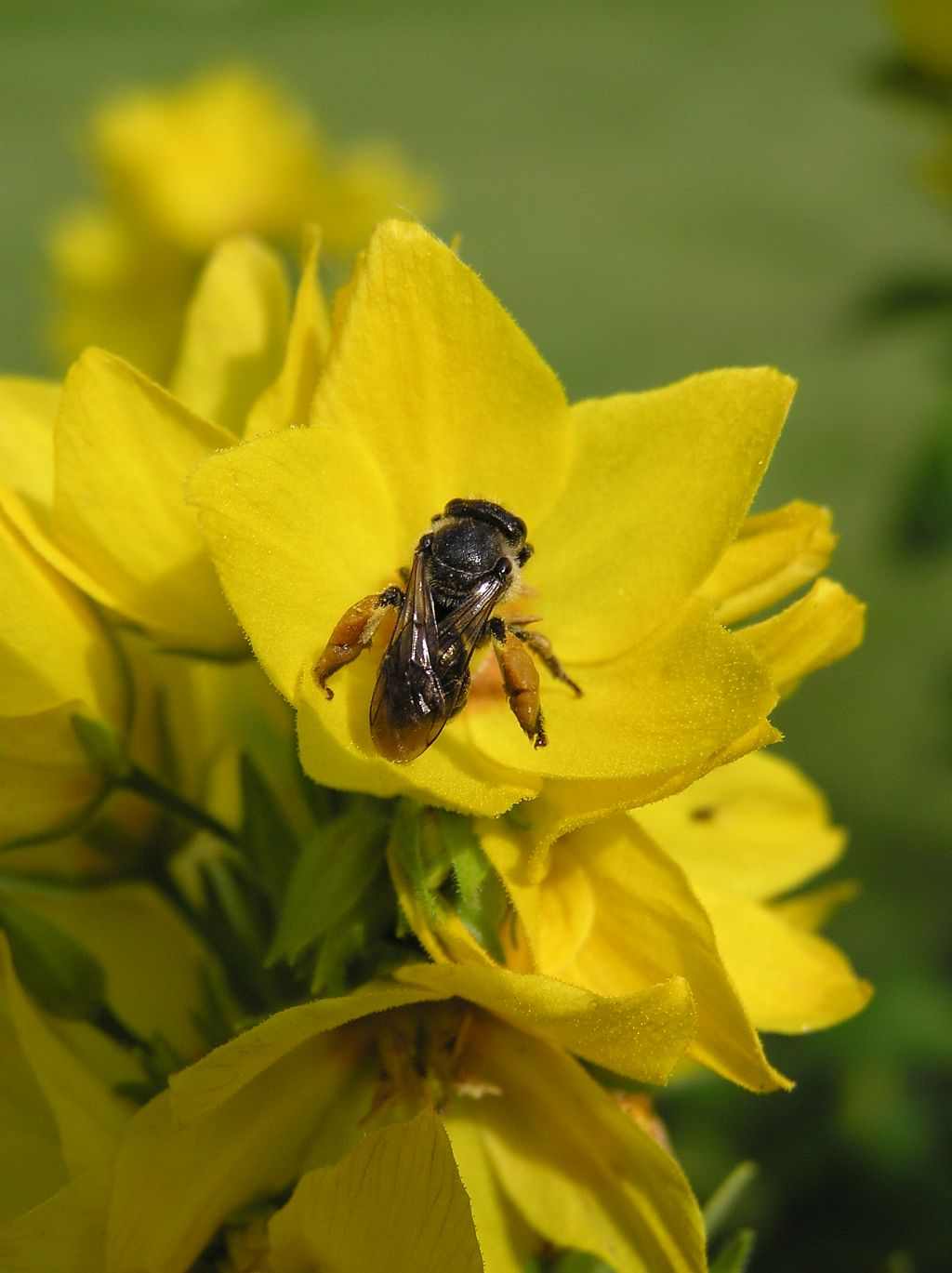
Skrócinki (Macropis) są wąsko oligolektyczne. Pyłek zbierają wyłącznie z tojeści.
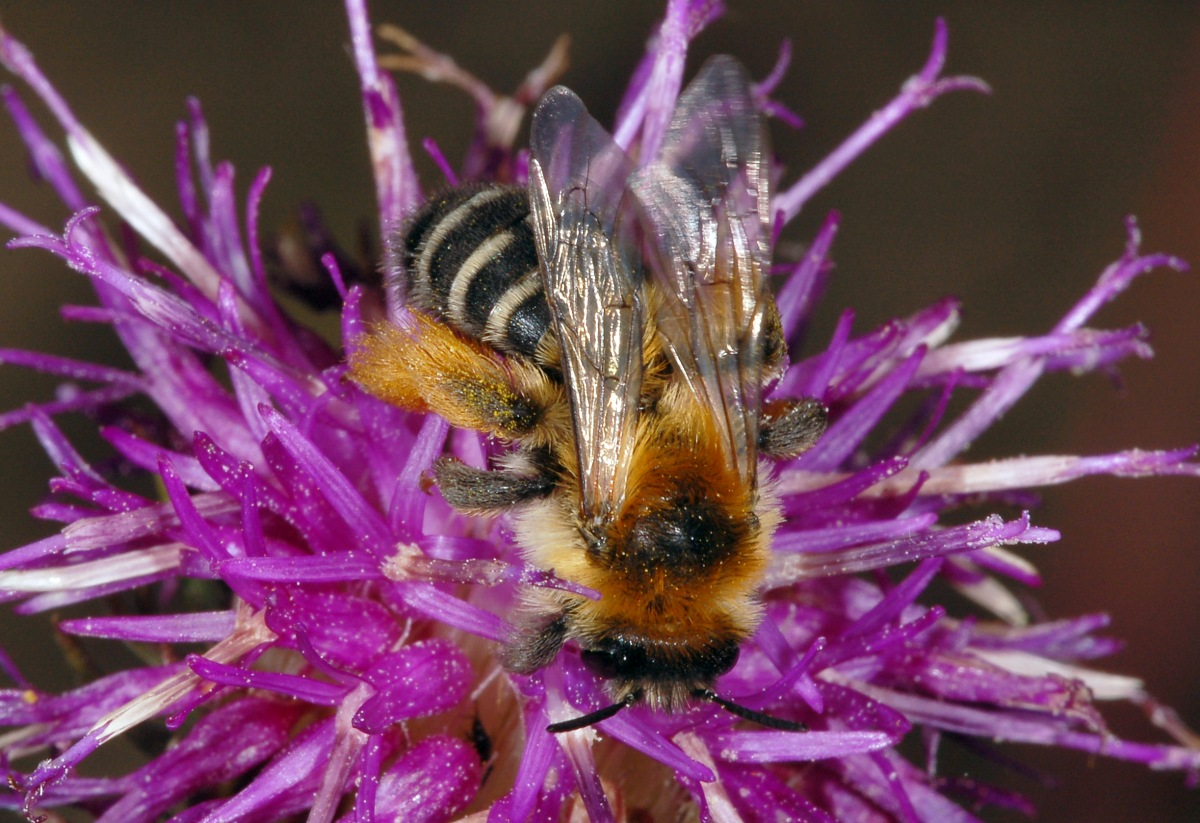
Obrostka letnia jest oligolektyczna i związana z roślinami z rodziny astrowatych, głównie cykorią i chabrami.
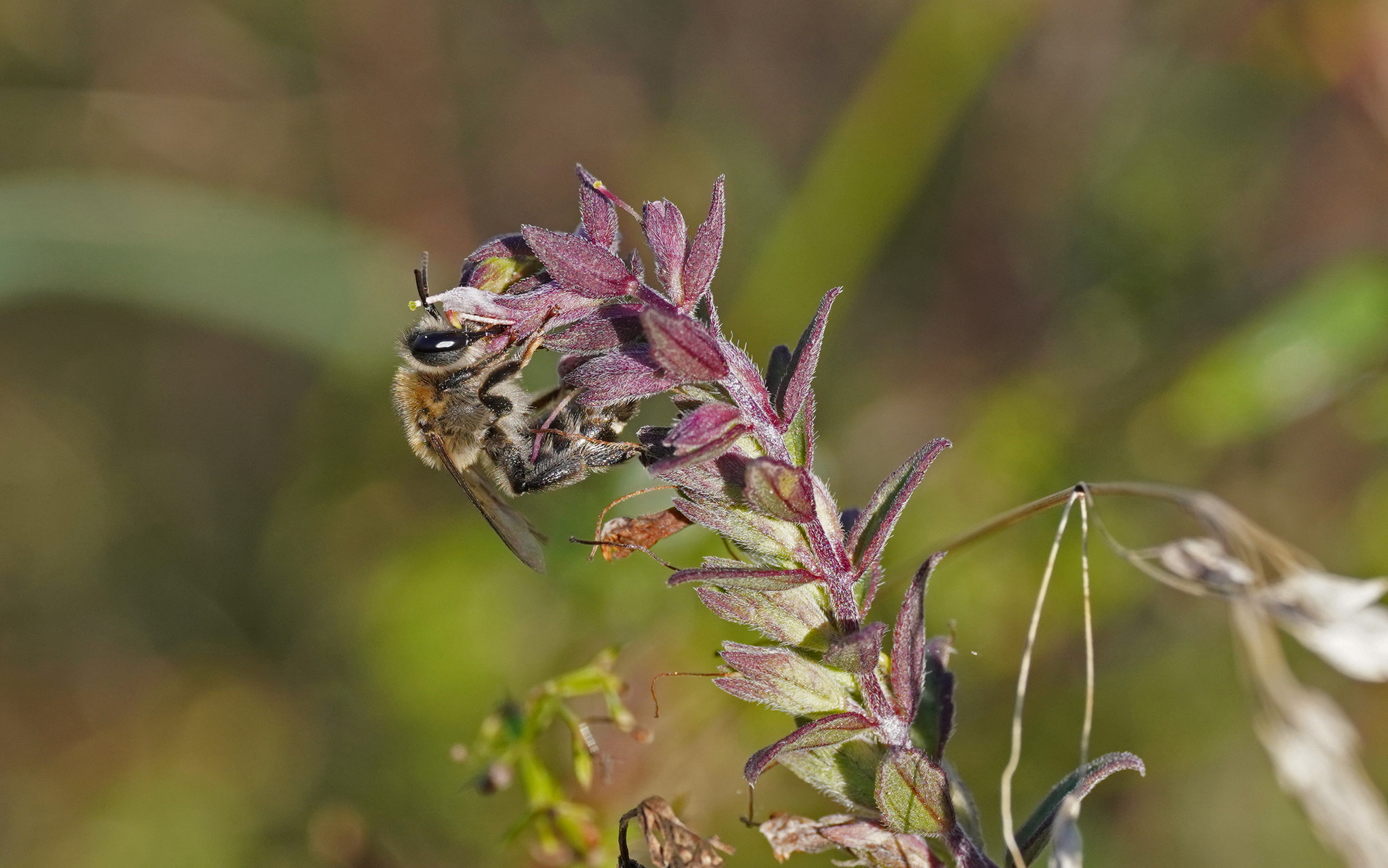
Spójnica zagorzałka (Melitta tricincta) specjalizuje się w zbieraniu pyłku z zagorzałka.
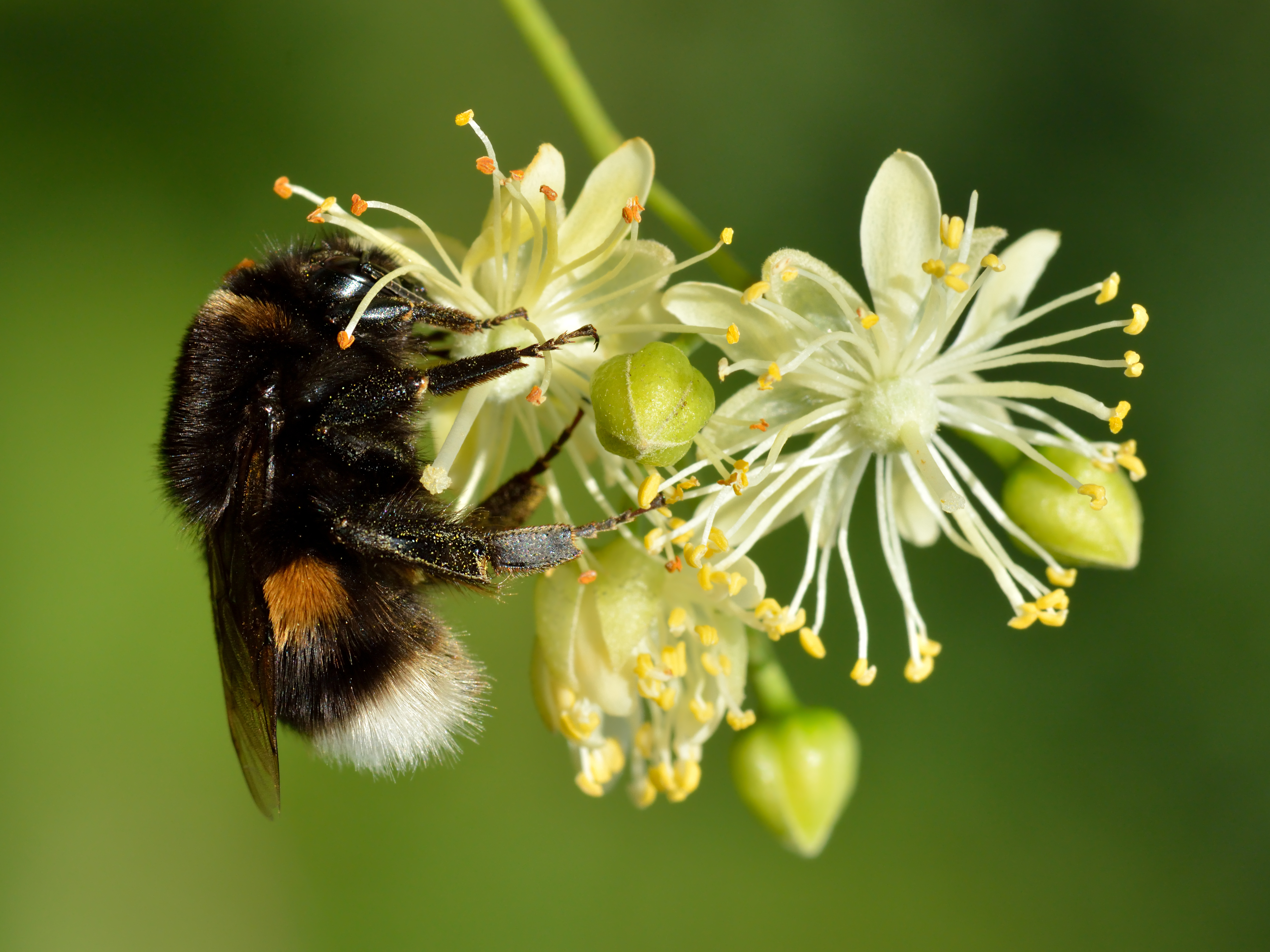
Większość gatunków trzmieli jest polilektyczna.